# Ваха (Мартвильський муніципалітет)
Ваха (груз. ვახა) — село в Грузії.
За даними перепису населення 2014 року в селі проживає 280 особи.